# Молдавский диалект
Молдавский диалект или молдавский говор — один из диалектов современного румынского языка, распространённый на территории исторической области Молдова в современной Румынии.
Молдовенизм выделяет его в отдельный язык.

## Географическое распространение

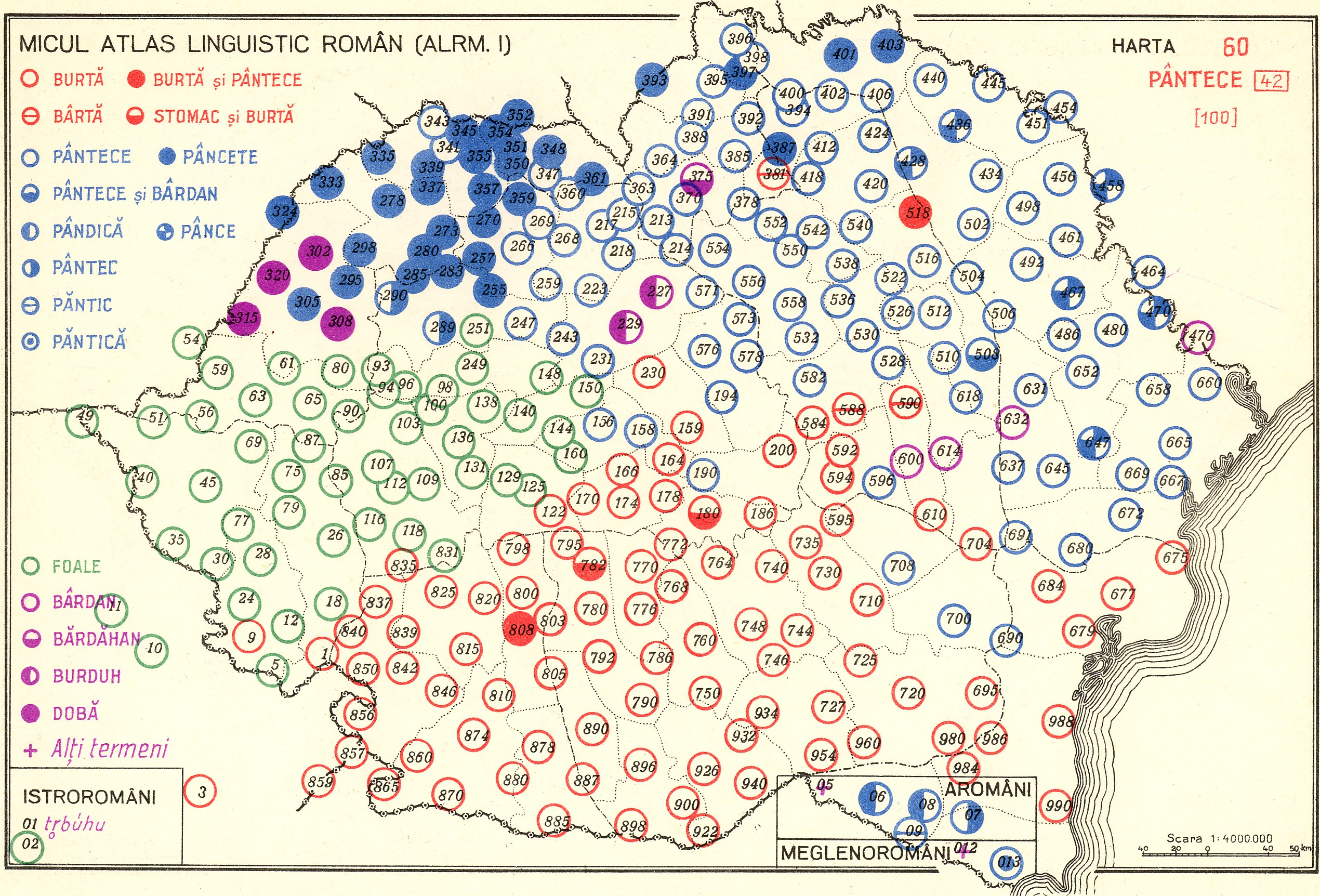
Карта распространения изоглосс слова «pântece»

Молдавский диалект распространён в северо-восточной части Румынии. В частности, он распространён в следующих исторических или административных областях:
- в молдавской части Румынии (западная часть средневекового Молдавского княжества и, соответственно, западная часть исторической области Молдавия): уезды Бакэу, Ботошани, Васлуй, Вранча, Галац, Нямц, Сучава, Яссы;
- в Мунтении и Северной Добрудже; некоторые изоглоссы молдавского диалекта встречаются в северных частях следующих уездов: Бузэу, Брэила, Тулча;
- на Украине[источник не указан 2206 дней]:
  - в Черновицкой области: Северная Буковина, область Герца и некоторые другие территории области;
  - в Одесской области: историческая область Буджак (Арцизский, Белгород-Днестровский, Болградский, Измаильский, Килийский, Ренийский, Саратский, Тарутинский, Татарбунарский районы) и некоторые другие территории области;
  - небольшие анклавы в других частях Украины;
- в северо-восточной части Трансильвании; некоторые изоглоссы встречаются в следующих уездах: Бистрица-Нэсэуд, восточная часть уезда Клуж, Ковасна, северная часть уезда Муреш, Харгита.

Таким образом, вопреки своему названию, область распространения молдавского диалекта не ограничивается границами исторической области Молдова.

## Особенности

### Фонетика
Следующие фонетические особенности отличают молдавский диалект от других диалектов румынского языка:
- Постальвеолярные аффрикаты [t͡ʃ, d͡ʒ] превратились в фрикативы [ʃ, ʒ]: [ˈʃapɨ, ˈʃinɨ, ˈʒeni] в таких словах как ceapă, cină, gene.[4] Данные о произношениях, собранные в результате полевых исследований[2], свидетельствуют о том, что, хотя этот феномен покрывает большую часть ареала диалекта, он не является систематическим и иногда встречается в свободном варьировании.
- После фрикативов [s, z, ʃ, ʒ] и аффрикаты [t͡s] (а иногда и после [r]), происходит сдвиг гласной, заменяющий [e] на [ə], [i] на [ɨ] и [e̯a] на [a]: [səmn, ˈsɨŋɡur, ˈsarə, zər, zɨd, ˈzamə, ˈʃəli, raˈʃɨnɨ, ˈʒəli, t͡səs, ˈt͡sapən, rəʃʲ] в словах semn, singur, seară, zer, zid, zeamă, șale, rășină, jale, țes, țeapăn, reci. В таком фонетическом контексте теряется функция фонемы /ʲ/, ответственной за указание множественного числа существительных и прилагательных, а также второго лица глаголов: [paˈrint͡s, vjez] (for standard părinți, vezi). В результате этого во многих существительных и прилагательных теряется различие в произношении единственного и множественного числа: moș, leneș, colț, ursuz.
- После лабиального [v], звук [e] превращается в [ə], а звук [e̯a] — в [a]: [loˈvəsk, sə loˈvaskə] в словах lovesc, să lovească.
- Звук [ə] в конце слова становится [ɨ]: [ˈmamɨ, ˈkasɨ] в словах mamă, casă.
- Безударная [o] приближается к [u]: [akupiˈrit] в слове acoperit (редко встречается).
- Дифтонг [o̯a] сохраняется: [ˈso̯ari, ˈbo̯alɨ] в словах soare, boală.
- Безударная [e] в середине и в конце слова приближается к [i]: [ˈlapti, disˈfak] в словах lapte, desfac.
- В северных областях ареала, гласная [ə] непосредственно перед ударным слогом открывается в [a]: [maˈɡar, baˈtrɨn, taˈkut, paˈduri] в словах măgar, bătrîn, tăcut, pădure.
- Дифтонг [ja] превращается в [je]: [bəˈjet, ɨŋkuˈjet] в словах băiat, încuiat.
- Этимологически, [ɨ] сохранятся в словах cîine, mîine, mîini, pîine [ˈkɨni, ˈmɨni, mɨnʲ, ˈpɨni].
- Лабиальные звуки [p, b, m] получают палатализированное произношение, когда за ними следует гласная переднего ряда, и превращаются в [c, ɟ, ɲ], соответственно: [koˈkʲil, ˈɡʲini, nʲel] в словах copil, bine, miel.
- Сходным образом происходит палатализация губно-зубных согласных [f, v], но двумя различными способами. В южной части ареала они превращаются в [ç, ʝ], а в северных они превращаются соответственно в [ɕ, ʑ]: [ˈhʲerbi / ˈʃʲerbi, ɦʲiˈt͡səl / ʒʲiˈt͡səl] в словах fierbe, vițel.
- Дентальные согласные [t, d, n] остаются неизменными перед [e, i, e̯a]: [ˈfrunti, diˈparti, de̯al, ˈneɡru, ˈne̯aɡrə].
- Так же как в банатском диалекте, марамурешском/мармарошском диалекте и в арумынском языке, присутствует аффриката [d͡z], которая в мунтенском/валашском диалекте, в кришанском диалекте и в стандартном румынском языке превратилась в [z][5]: [d͡zɨk] в слове zic (от латинского dico).
- Дифтонг [e̯a] в конце слова превращается в монофтонг [ɛ]: [aˈvɛ, spuˈnɛ] в словах avea, spunea.
- В последнем слоге появляются звуки [i] and [u]: [pəduˈrarʲ, koʒoˈkarʲʷ] в словах pădurar, cojocar.
- В северной части ареала, [v] с последующим звуком [o, u] превращается в [h]: holbură, hulpe, hultan (сравнить со стандартными volbură, vulpe, vultan).

### Морфология
- Существительные женского рода с окончанием на -că в дательном и винительном падежах приобретают окончание -căi: maicăi, puicăi (сравнить со стандартным maicii, puicii).
- Сдвиг гласной после [s, z, ʃ, ʒ, t͡s, d͡z] приводит к омонимии — существительные и прилагательные женского рода звучат одинаково в единственном и множественном числе: [ˈkasɨ] («дом или дома», сравнить со стандартным casă / case), [ˈɡrasɨ] («жирная», сравнить с grasă / grase).
- Существительное tată «отец» в определённой форме (с определённым артиклем) звучит как tatul (стандартное произношение tatăl).
- Артикль притяжательных местоимений не изменяется по лицам и числам: a meu, a mea, a mei, a mele («мой, моя, мои», сравнить со стандартным al meu, a mea, ai mei, ale mele).
- Глаголы в имперфекте изменяются по числам в третьем лице: era / erau, făcea / făceau (так же как в стандартном языке).
- Простой перфект (perfectul simplu) не используется, кроме редких исключений для третьего лица, где они используются для обозначения прошедшего время (без выделения совершенной формы).
- Вспомогательный глагол в сложном перфекте (perfectul compus) имеет одинаковую форму в единственном и множественном числе третьего лица: el o fost / ei o fost («он был / они были», сравнить со стандартным el a fost, ei au fost).
- В северной Молдавии, плюсквамперфект формируется аналитическим способом: m-am fost dus, am fost venit («я ушел, я пришёл», сравнить со стандартным mă dusesem, venisem).
- Глаголы в будущем времени использует неопределённую форму глагола и иногда совпадают с ней: va veni, a veni («он придёт», в стандартном языке только va veni).
- Встречаются следующие формы субъюнктива: să deie, să steie, să beie, să ieie, să vreie (сравнить со стандартным să dea, să stea, să bea, să ia, să vrea).
- Встречаются следующие формы императива: ádă, vină (сравнить со стандартным adú, vino).
- Когда объектом действия глагола является другой глагол, последний используется в инфинитиве с частицей a: prinde a fierbe («начинает кипеть», в то время как стандартный язык использует субъюнктив: prinde să fiarbă или începe să fiarbă).
- Присутствует склонность формировать родительный и винительный падеж существительных аналитически: dă mîncare la pisică («дай еды кошке», сравнить со стандартным dă mîncare pisicii).

### Лексика
- Некоторые слова сохранили архаичную форму: îmblu, împlu, întru, înflu, nour, dirept (сравнить со стандартными umblu, umplu, intru, umflu, nor, drept).
- Существует специфический вариант личного местоимения третьего лица, который используется как в отношении одушевлённых, так и для неодушевлённых существительных: dînsul, dînsa, dînșii, dînsele («он, она, они»; сравнить с el, ea, ei, ele). В стандартном языке, эти местоимения первоначально использовались в качестве формы вежливости по отношению к третьему лицу.
- Существуют специфические формы указательного местоимения: [aˈista, aˈjasta, aˈʃala, aˈʃeja] («этот, эта, тот, та»; сравнить во стандартным acesta, aceasta, acela, aceea).
- Отдельные слова, не используемые в стандартном языке: omăt («снег», вместо стандартного zăpadă), agudă («шелковица», вместо dudă), poame («виноград», вместо struguri), perje («сливы», вместо prune), ciubotă («сапог», вместо cizmă), cori («корь», вместо pojar) и другие.

### Особенности молдавского говора на территории Республики Молдова
Из-за особенностей исторического развития Республики Молдова, разговорный язык жителей левобережья Прута подвергся более значительному влиянию русского языка, по сравнению с говором жителей Западной Молдавии, где в XIX веке проходила кампания по изъятию славянизмов. В 1990-х годах исследователями отмечались следующие лексические и морфологические особенности.
- Заимствование отдельных лексем из русского языка и создание устойчивых выражений на основе румынской грамматики. Так, например, в молдавском говоре укоренилось слово sclad («склад»), заменив собой в разговорном языке слово depozit с тем же значением из стандартного румынского языка, и войдя в состав устойчивого выражения la sclad («на склад», «на складе»).
- Смешение русских корней и румынских окончаний в морфологии глаголов. Примером подобного смешения может служить следующее предложение: Pe Ion l-au sudit pe doi ani («Ион был осуждён на два года»). Глагол sudit образован путём добавления к русскому корню суд- румынского окончания -t, соответствующего причастию прошедшего времени.
- Калькирование в морфологии и синтаксисе. Например, калькируется с русского языка притяжательная конструкция «у меня/тебя/него/т.д.»: предложение La mine rochia-i nouă является калькой с русского «У меня новое платье», вместо стандартного Rochia mea este nouă (дословно «Моё платье — новое»).
- Альтернативное произношение некоторых слов, имеющих эквивалент в русском языке: epizod вместо стандартного episod («эпизод»), organizm вместо стандартного organism («организм») и т. д. Отмечается, однако, что некоторые из этих произношений и написаний имели хождение и в литературном румынском на более ранних этапах.[8]

Примечательно, что проникновение русских лексем в советский период не ограничивалось левобережьем Прута. Отдельные лексемы попали в стандартный молдавский. Примером может служить существительное sprafcă («справка»), которое в определённый момент вытеснило в Молдавии стандартное adeverinţă, хотя в 1990-е годы предпочтение снова отдаётся слову adeverinţă.
Большая часть заимствований и калек, существующих в молдавском языке, присутствует лишь в устной речи, не проникая в письменный румынский язык. Так, по результатам полевого исследования в 2014 году, пресса Республики Молдова, использующая стандартный румынский язык, употребляет лишь 0,28—0,58 % молдавских регионализмов.

## Карты лексем

Румынская лексика в Молдавии, Бессарабии и Приднестровье. Исследования Густава Вейганда:
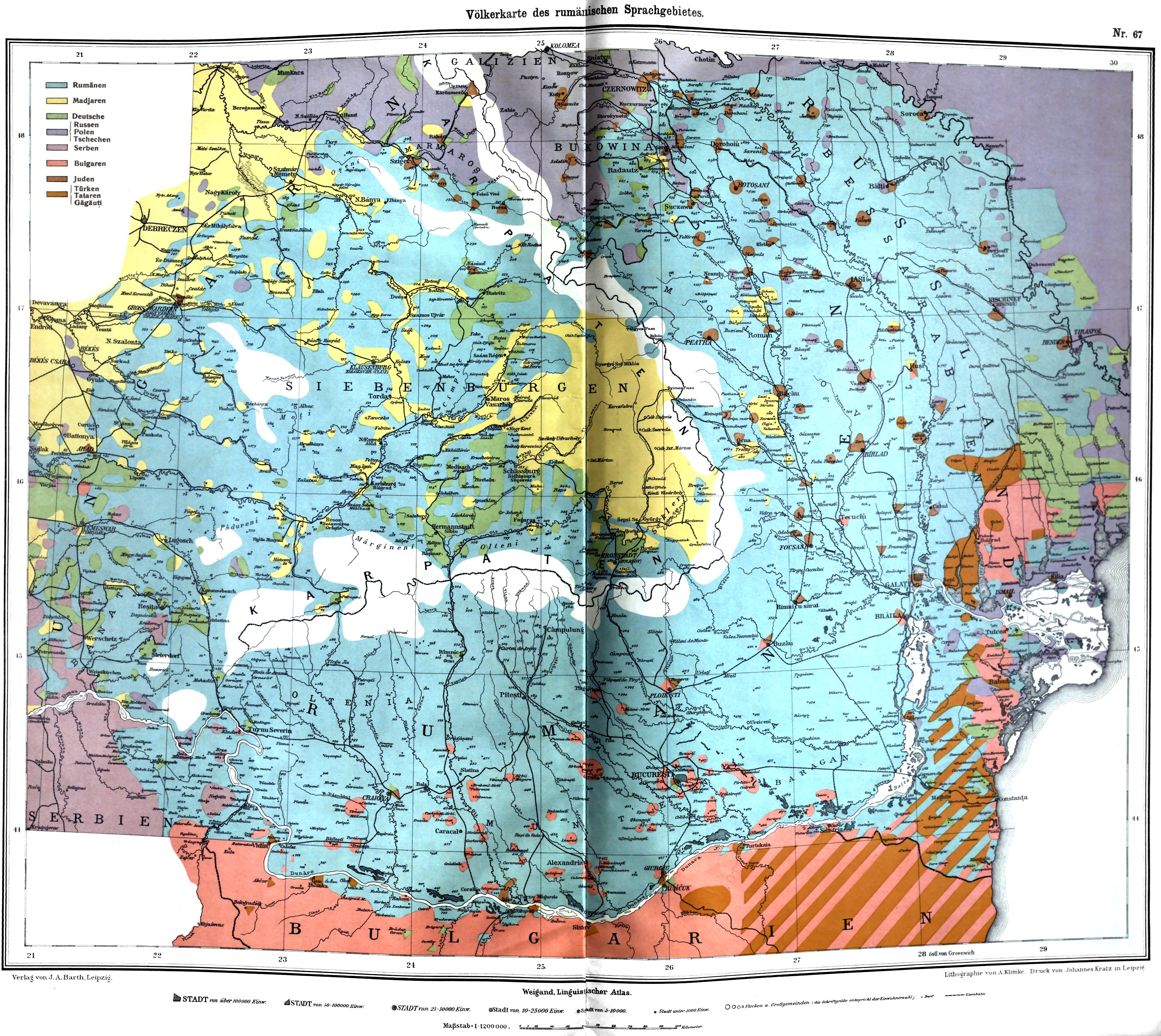
The Romanian linguistic areal
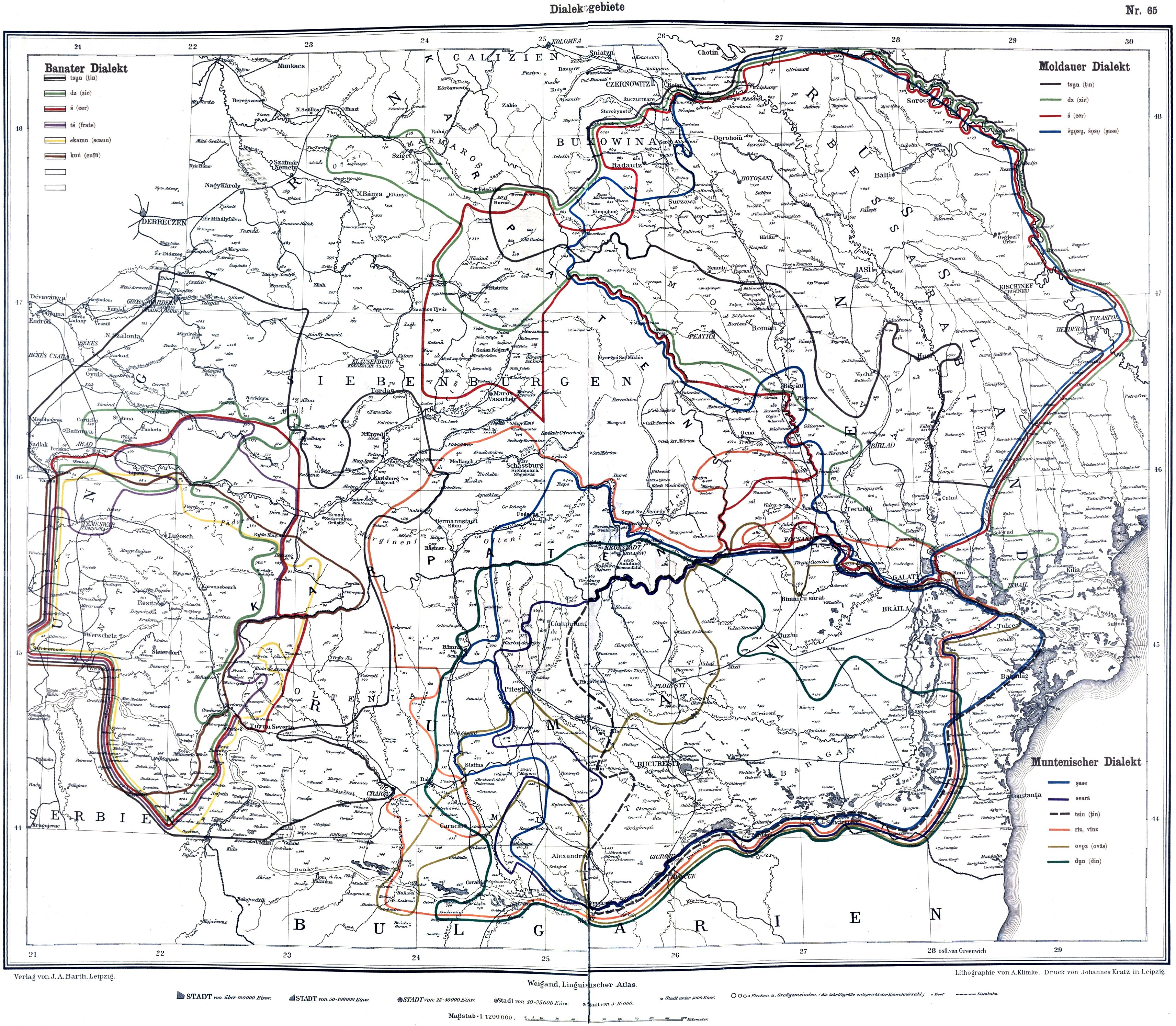
The extension of the Moldovan characteristic isoglosses
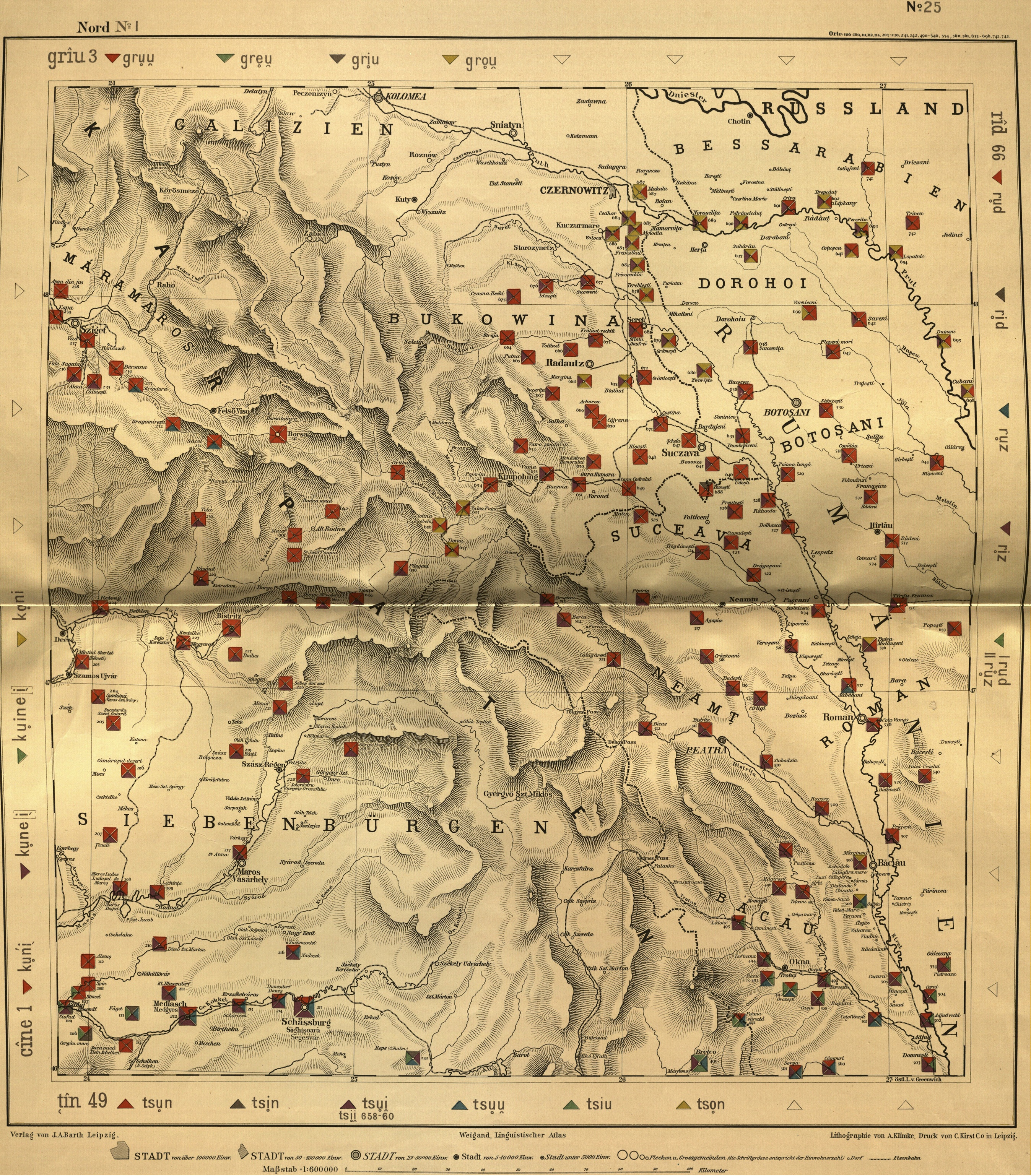
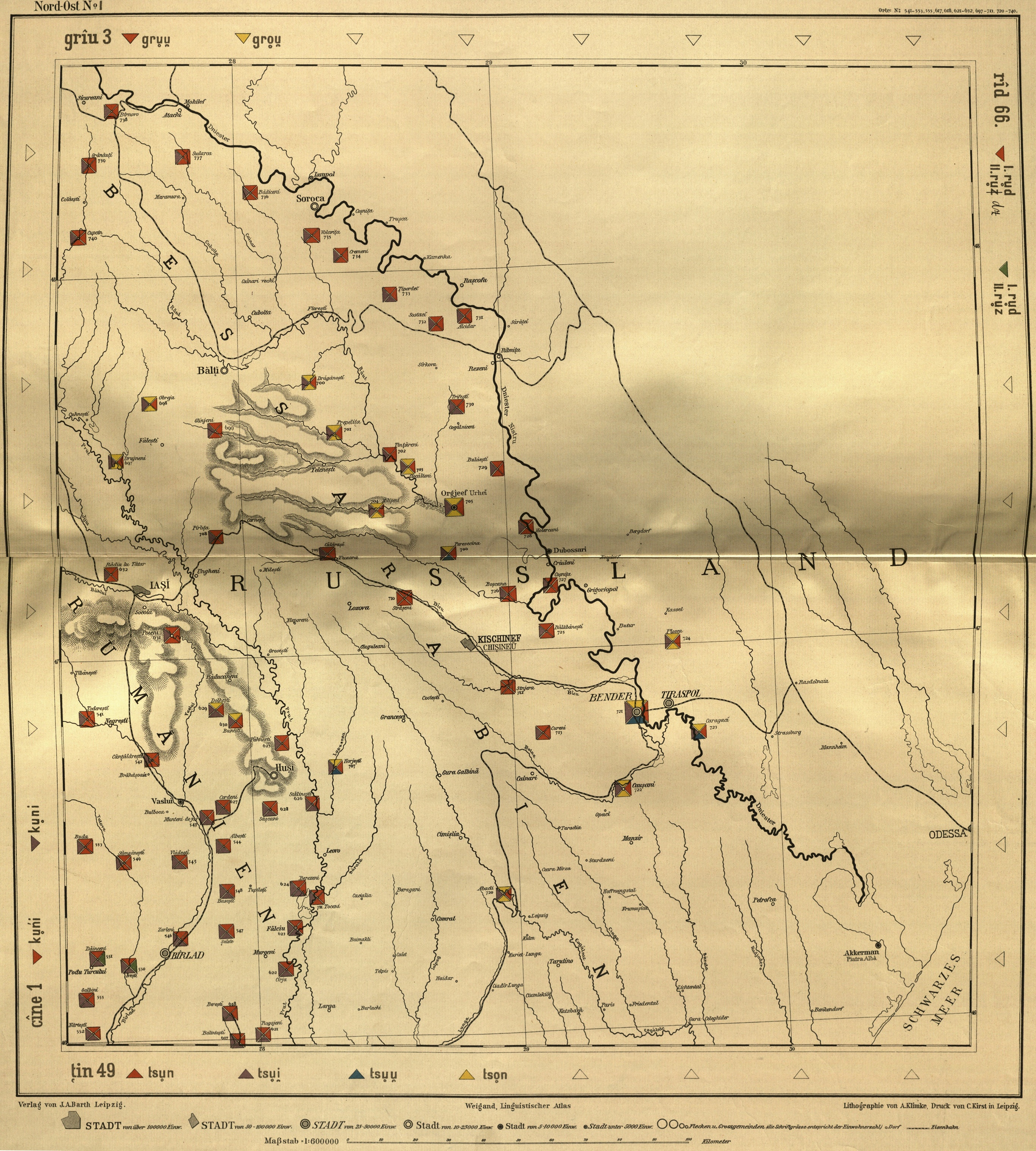
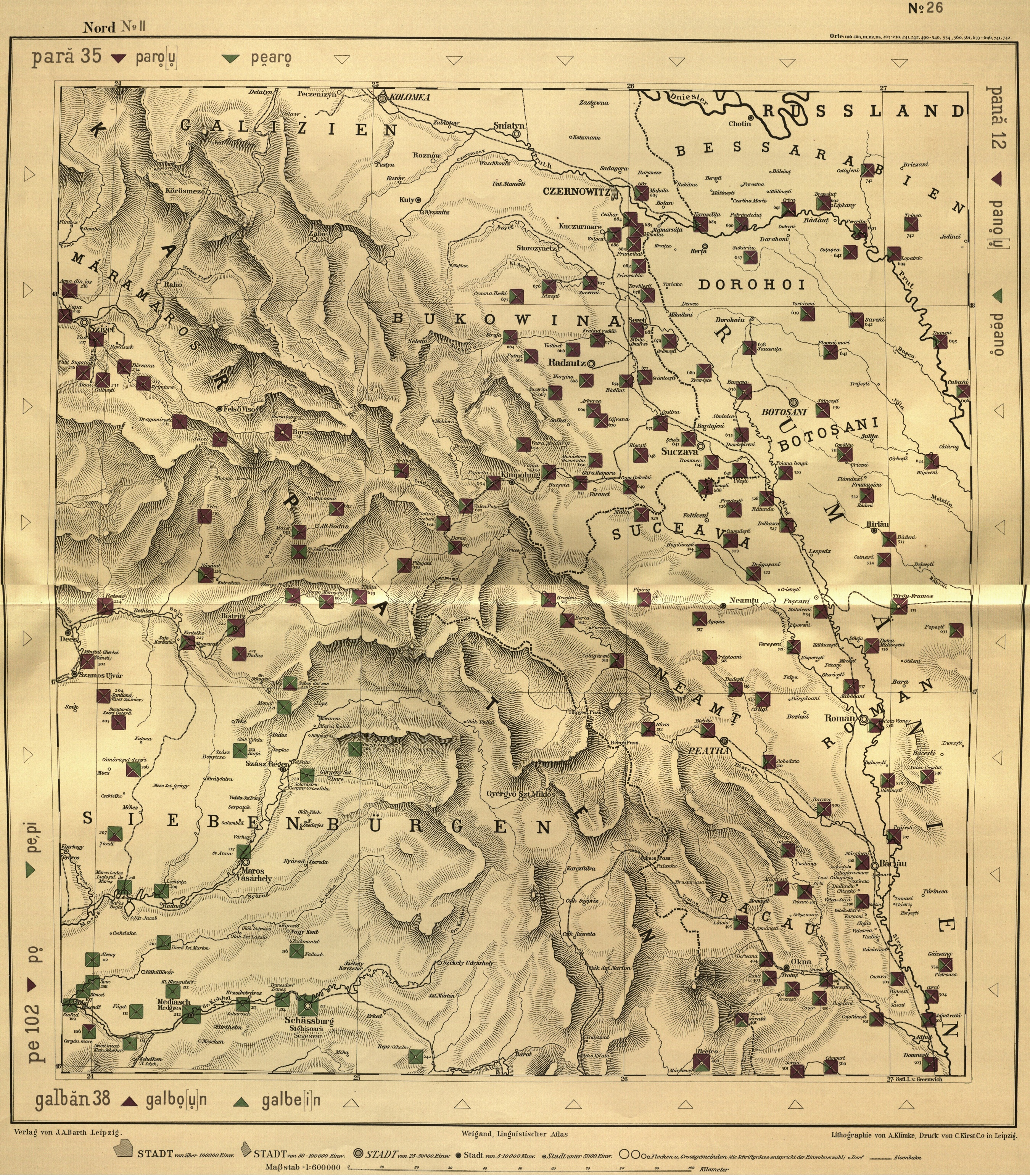
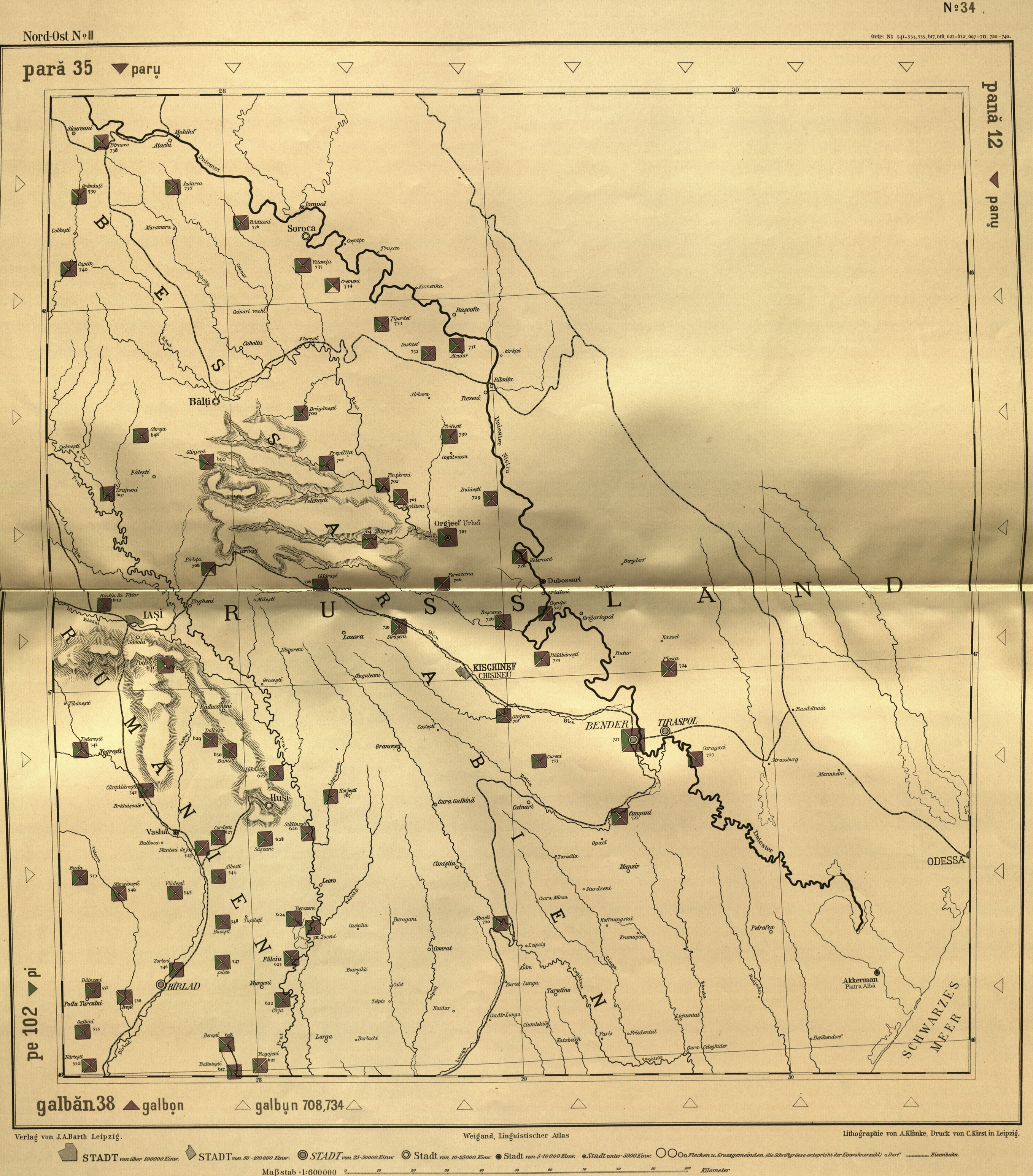
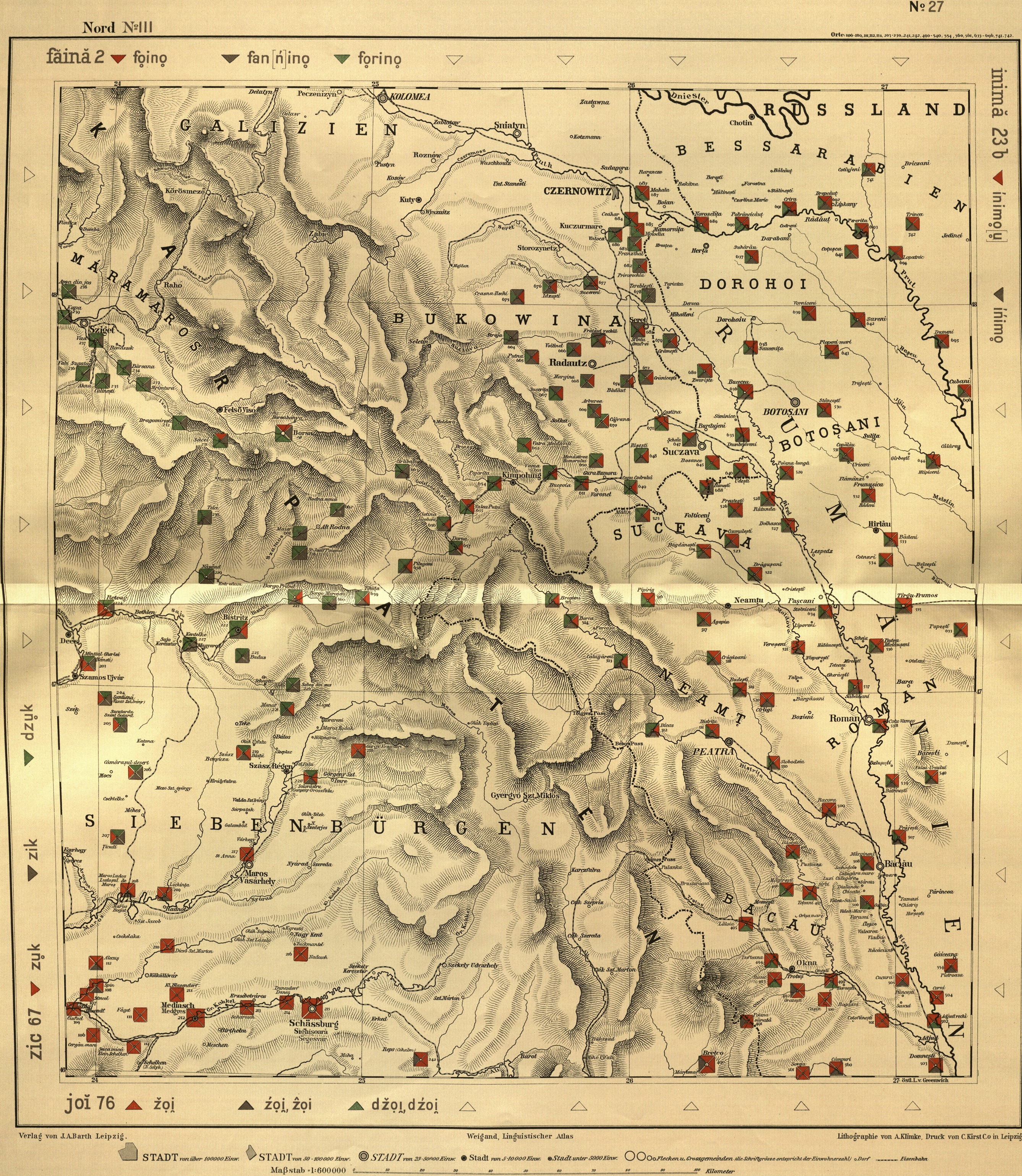
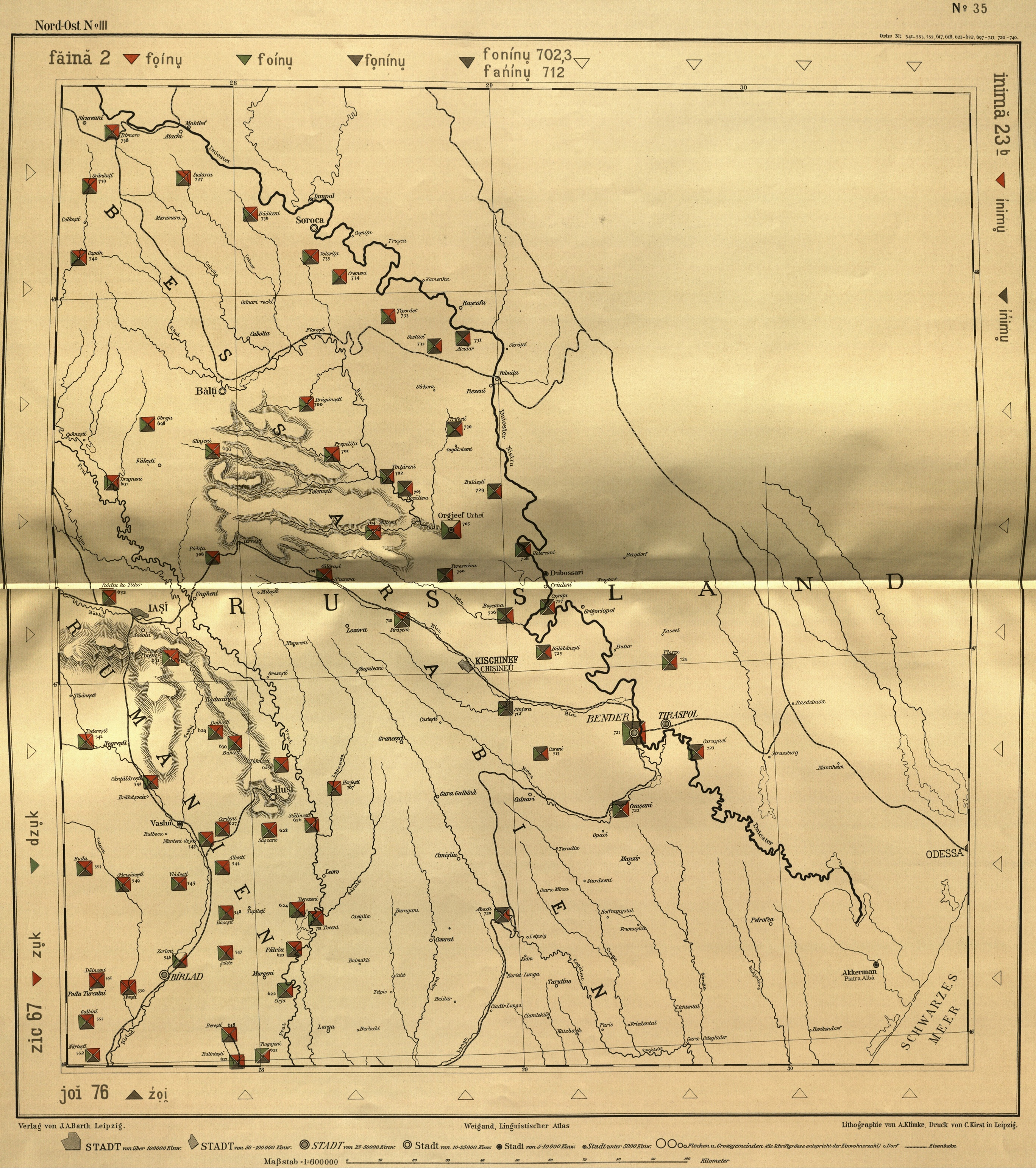
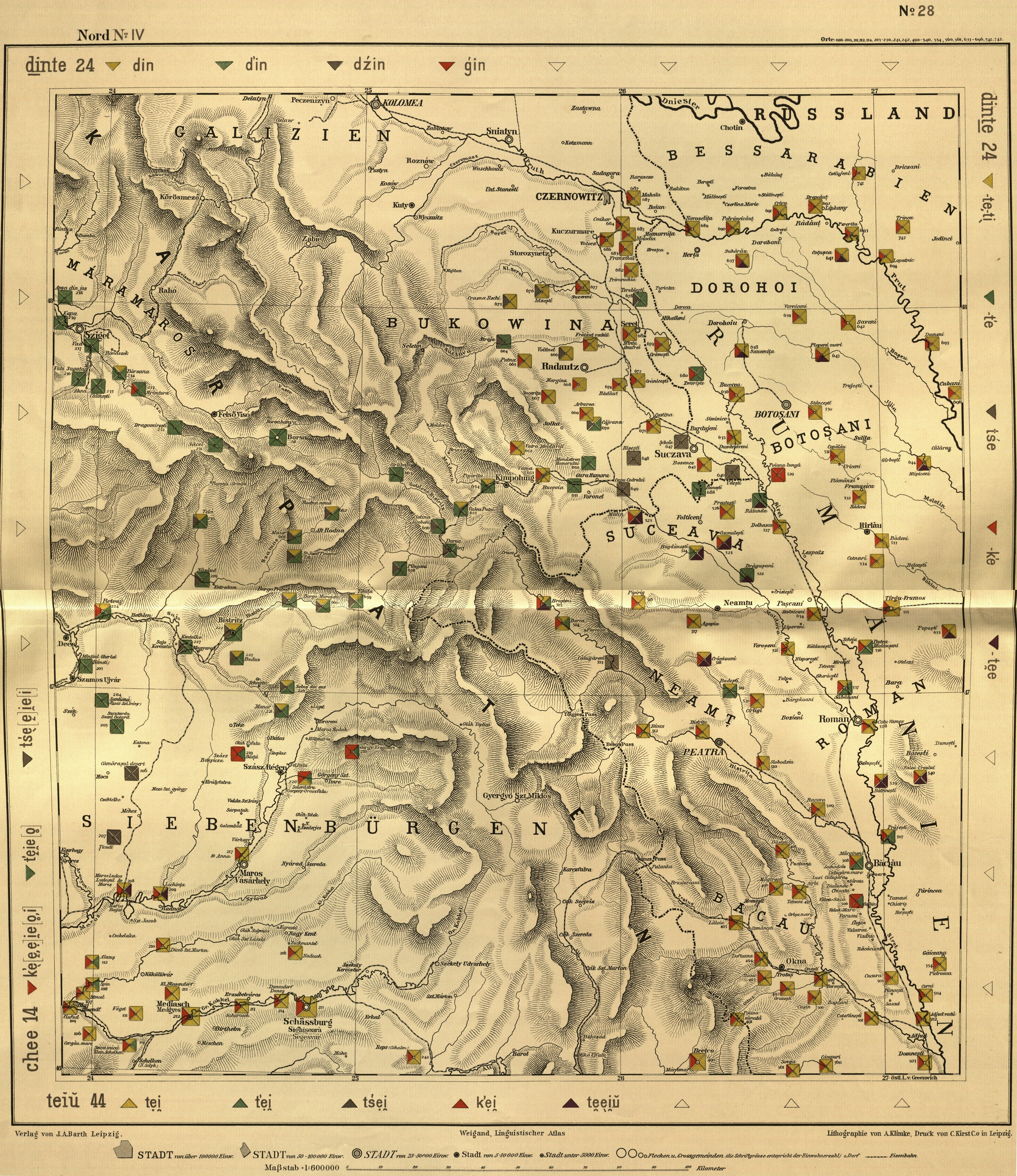
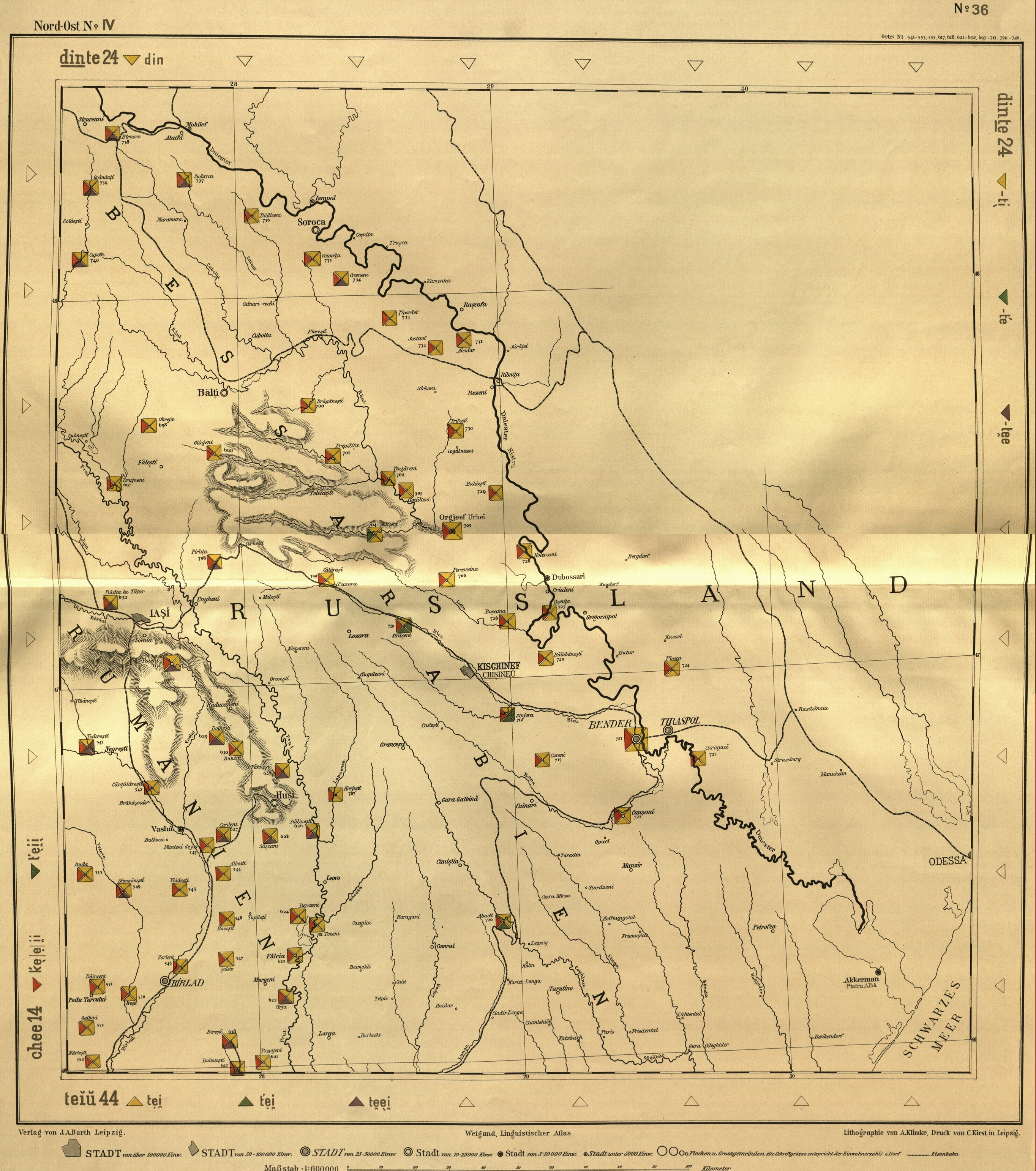
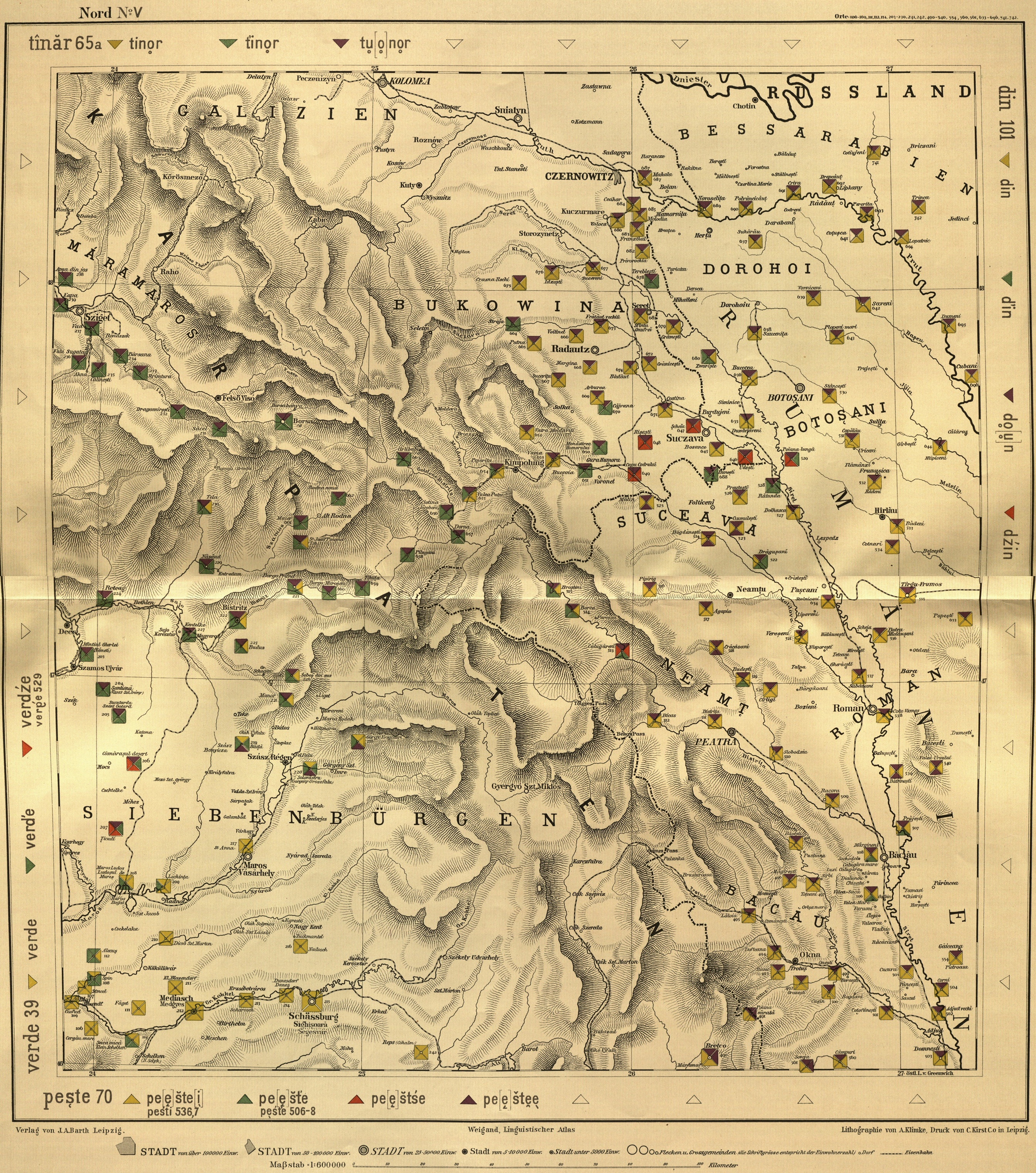
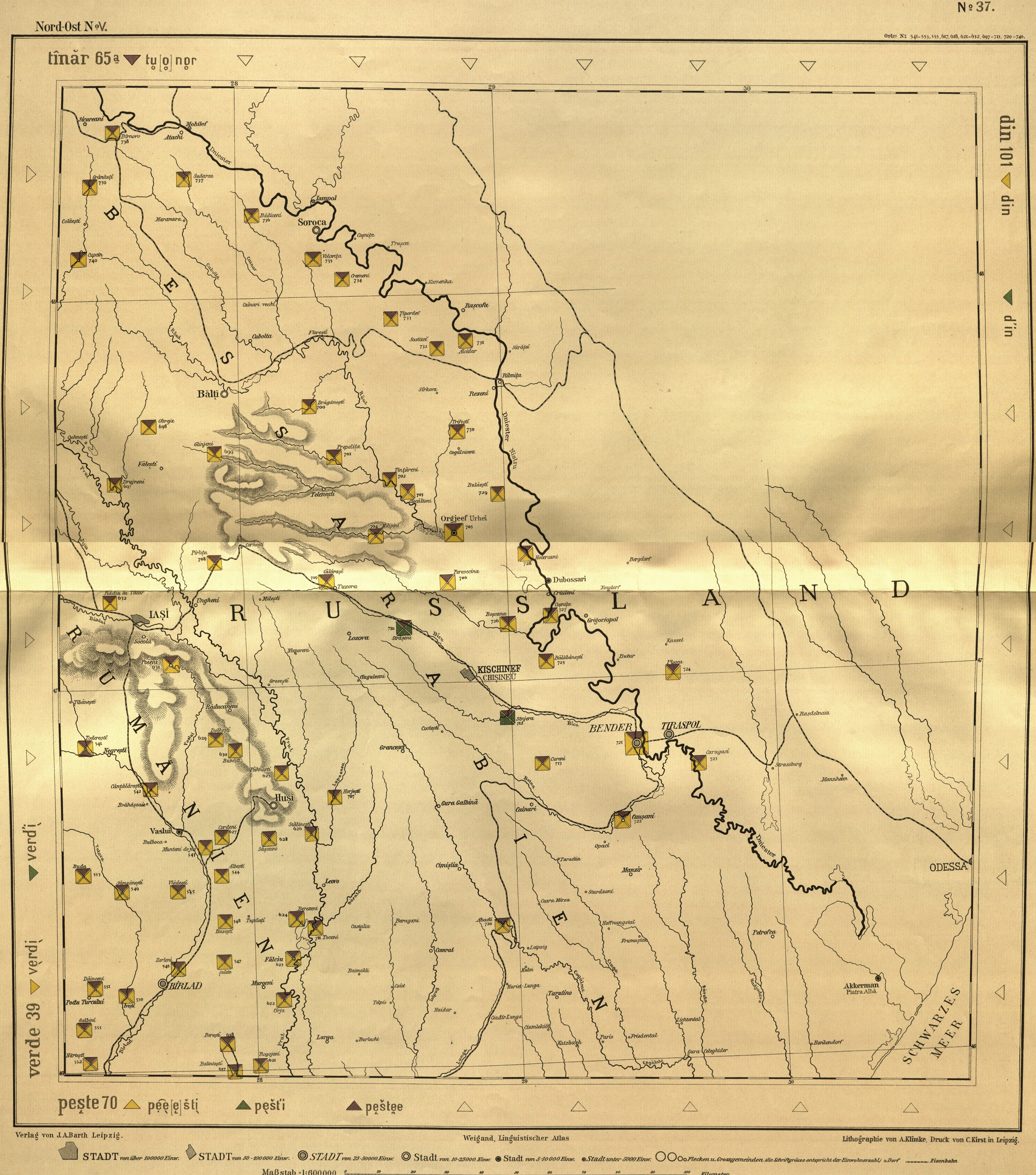
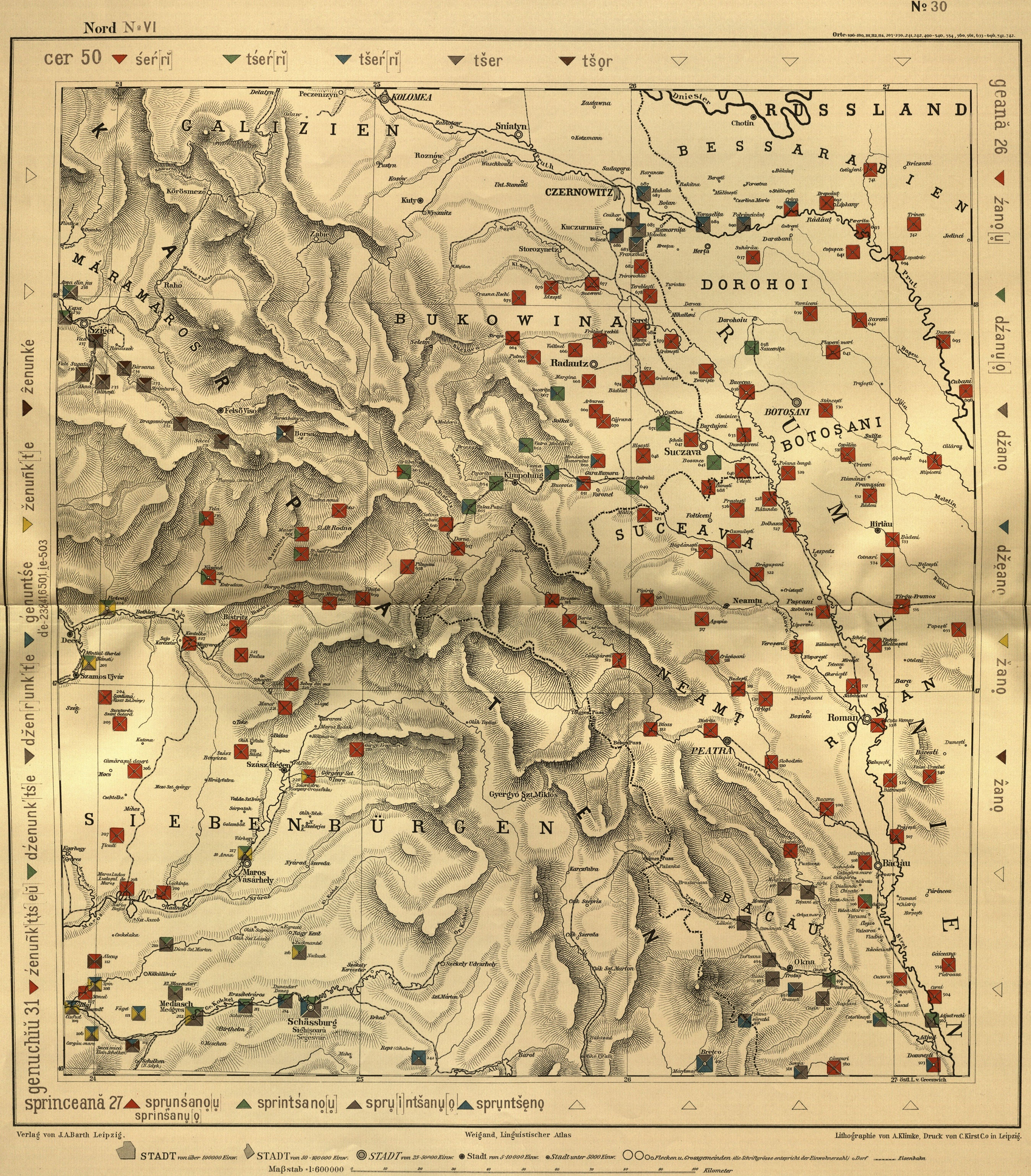
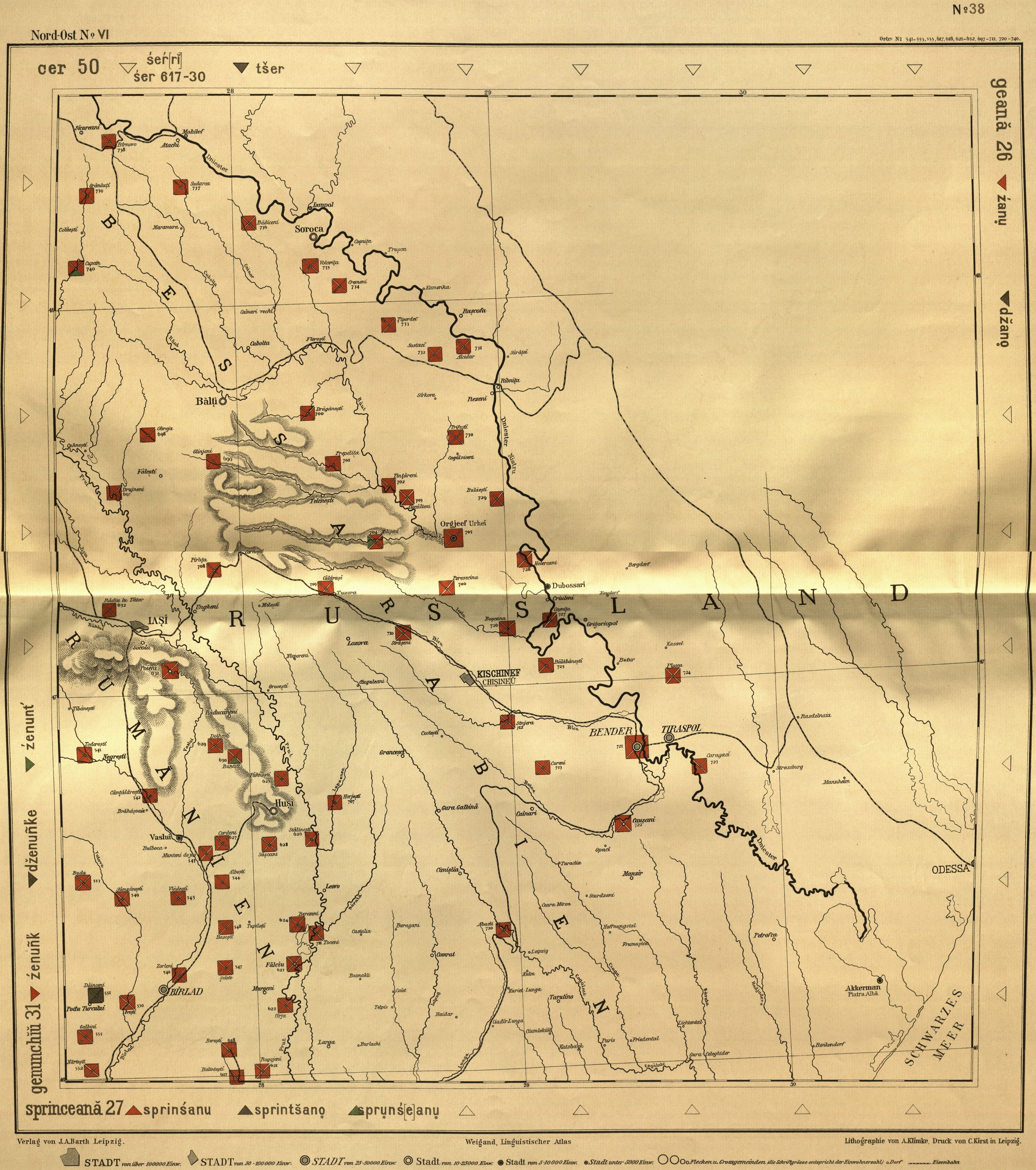
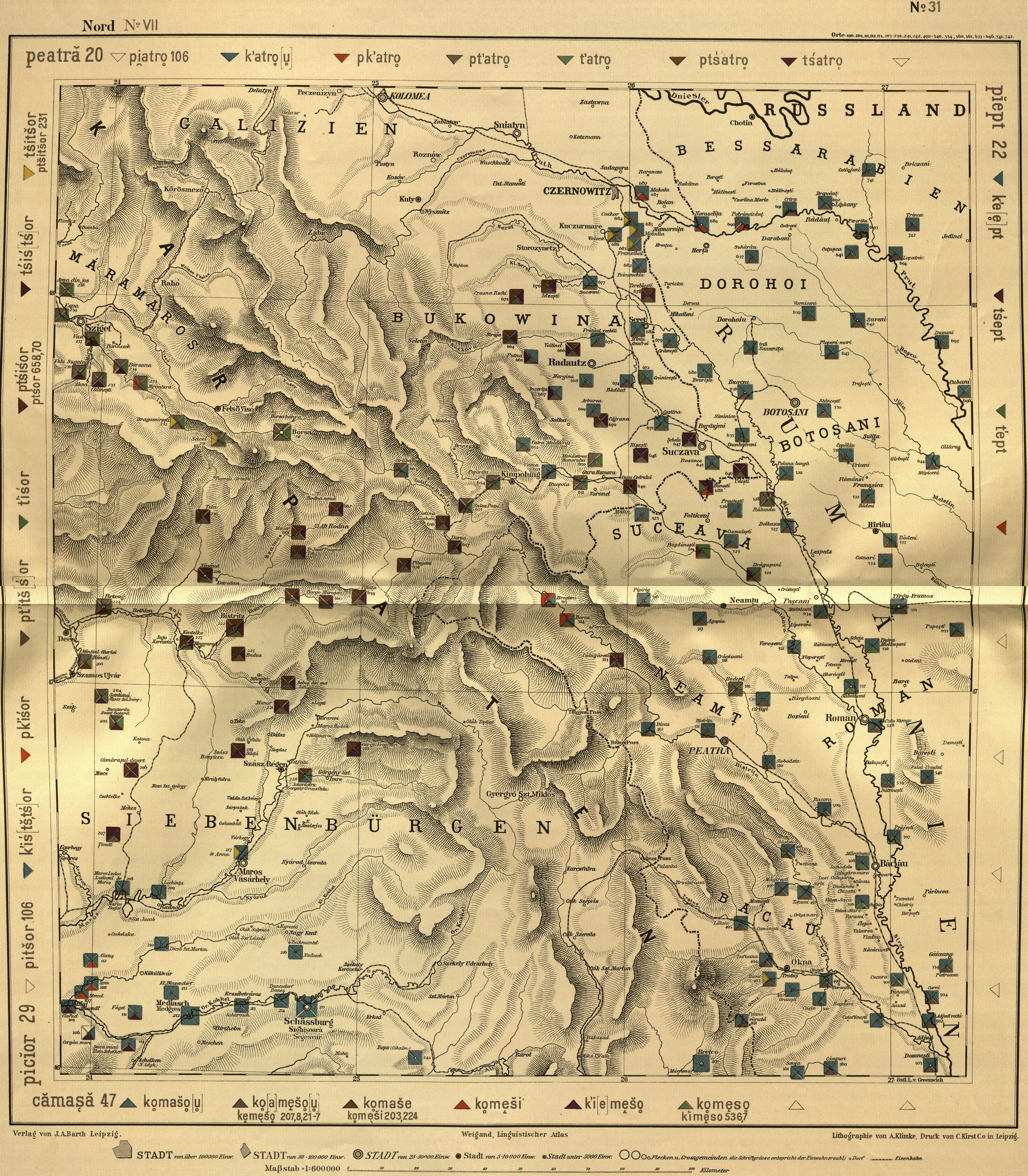
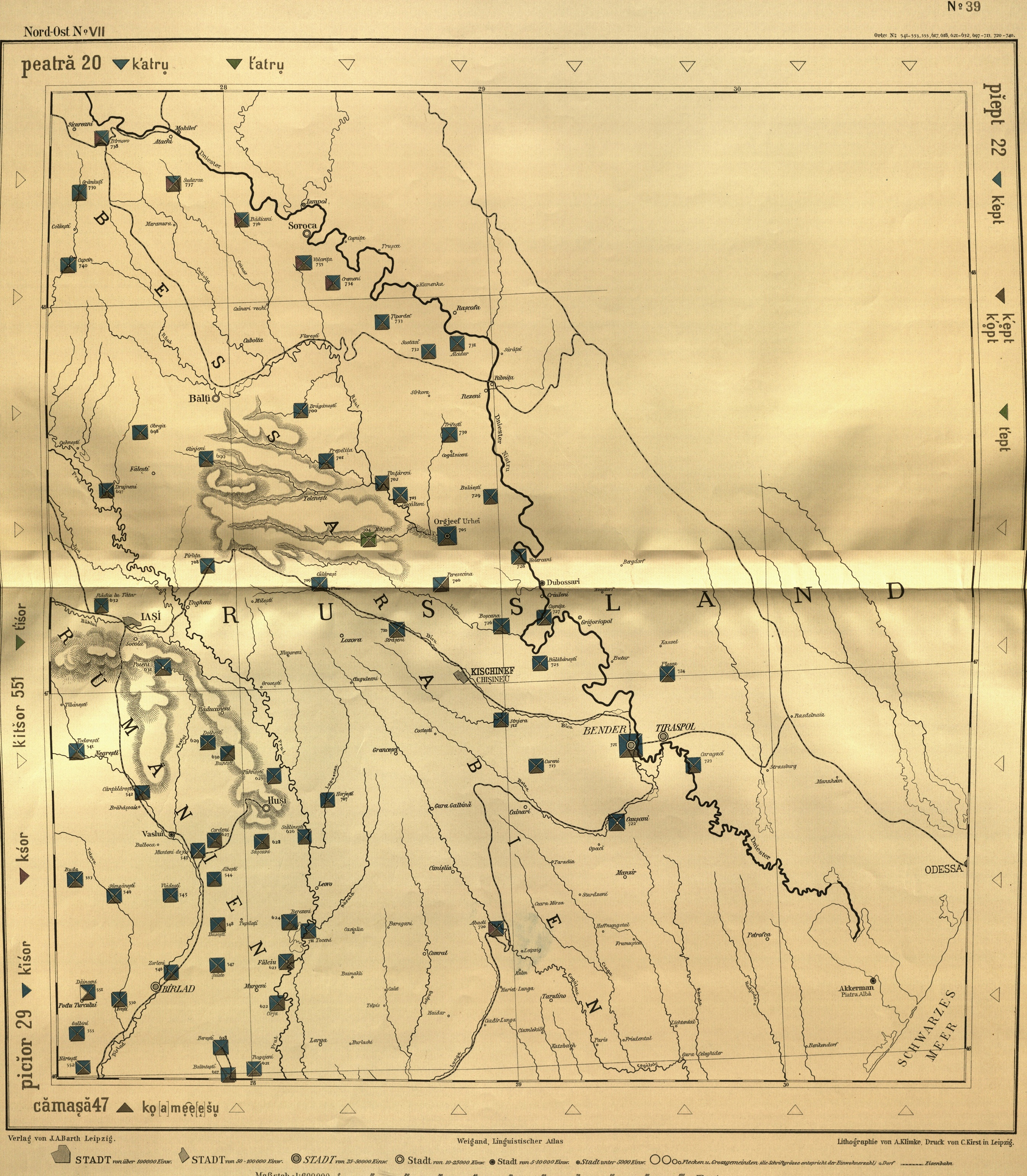
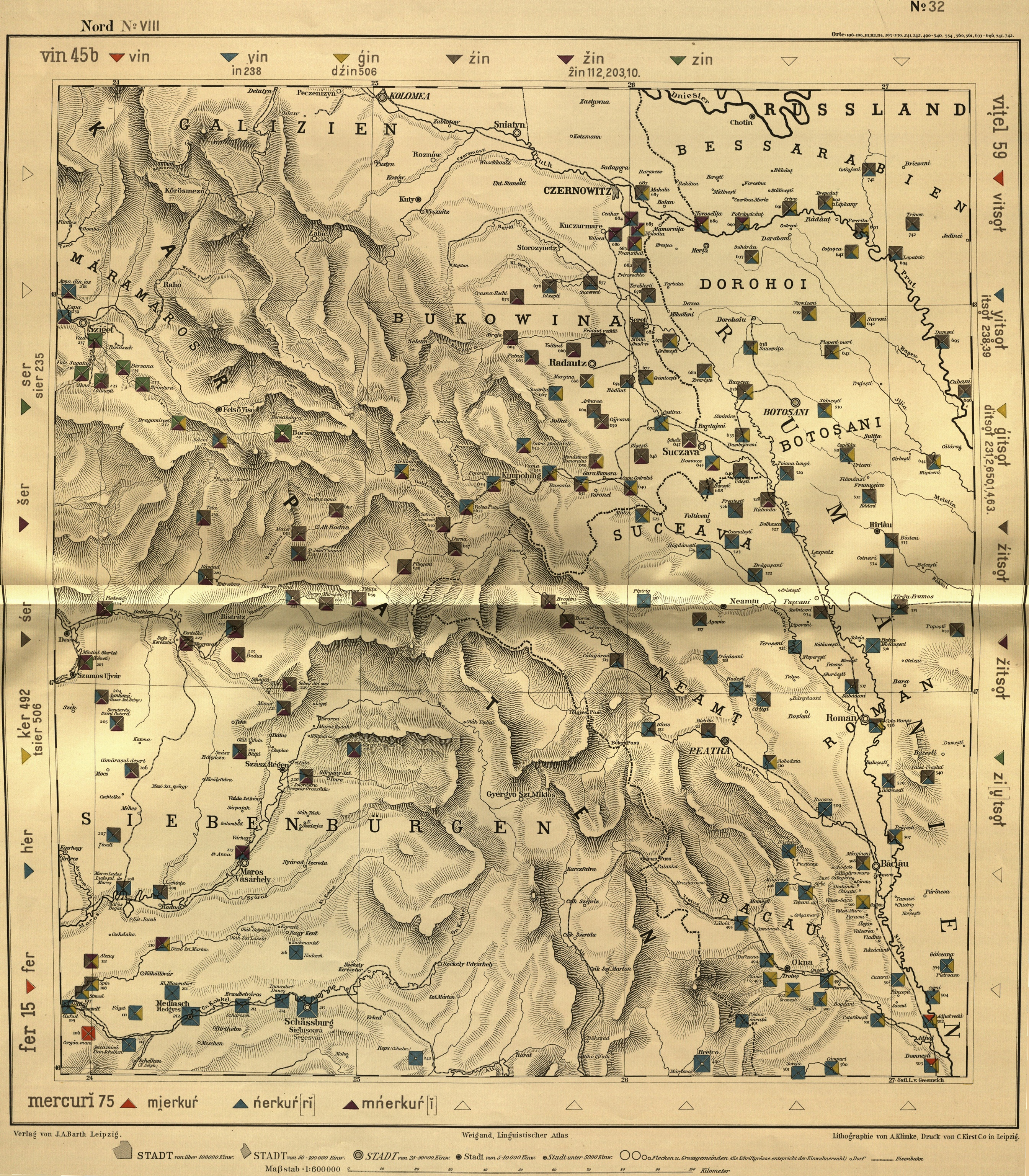
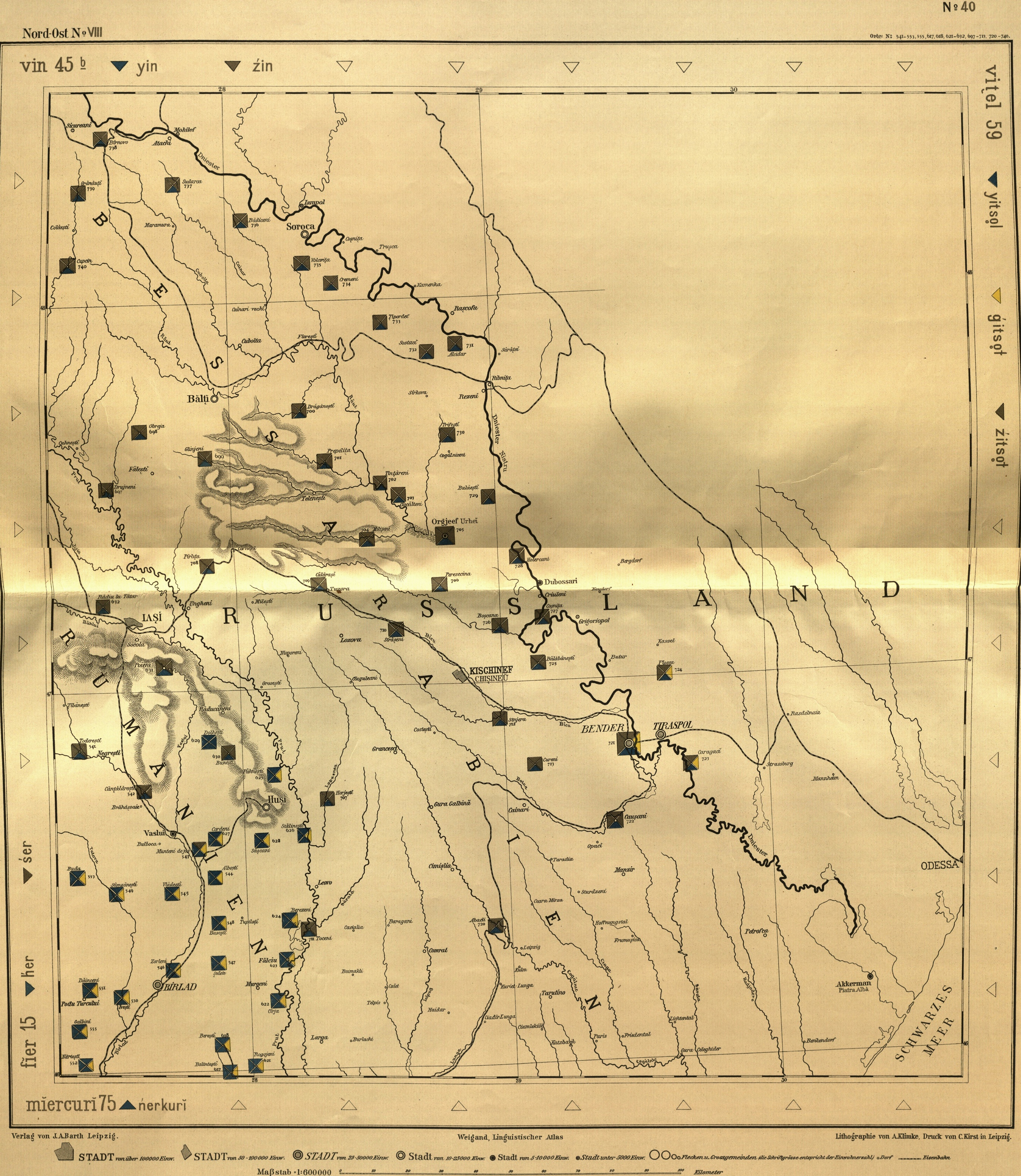

## Соотношение молдавского языка и молдавского диалекта
Молдавский диалект является устной формой («абштанд») румынского языка. Его не следует смешивать с «молдавским языком». Термин «молдавский язык» встречался в официальных документах Республики Молдова и до 2023 был одним из названий государственного языка Молдавии. В современности название молдавский язык использует только администрация Приднестровья. Незначительные отличия молдавского языка от румынского на уровне литературной нормы и отчасти в фонетике; в лексике —  большое число заимствований из русского языка.
Исторически, в советской лингвистике говоры румынского языка носили название «дако-румынской группы диалектов», а социолингвистический статус идиома («молдавский диалект или молдавский язык») часть исследователей считала дискуссионным. В то же время, Большая Советская Энциклопедия разделяла молдавский язык и молдавский диалект румынского языка, хотя и называла их «близкими».
Некоторые современные лингвисты не выделяют молдавский и румынский в отдельные, отличные друг от друга, языки, а говорят о двух названиях (лингвонимах) одного языка, в то время как иные источники молдавский язык считают одним из восточно-романских языков. 
Географически, ни одна из существенных изоглосс молдавского диалекта не проходит по границе между Республикой Молдова и Румынией, что свидетельствует о несовпадении политической границы и границы распространения диалектов. По мнению одних исследователей фонетика и морфология (которые являются определяющими в классификации диалектов) идентичны по обе стороны границы, а отличия в лексике минимальны. Другие исследователи считают различия, особенно в лексике, достаточными, чтобы составить молдавско-румынский словарь, который в 2011 году отпечатан в типографии Академии Наук Республики Молдова.